# Victor Suin
Victor Suin, né à Laon le 27 octobre 1797, mort à Chatou le 14 décembre 1877, est un homme politique et un magistrat français.
Il est grand officier de la Légion d'honneur.

## Vie et carrière
Après des études commencées à Laon et terminées au collège Louis-le-Grand, il suivit les cours de la Faculté de droit de Paris et fut reçu licencié en 1820. Il se fit inscrire de suite au barreau de Laon. 
En février 1831, il refusa le poste de procureur général près la cour d’Amiens ; mais quelques mois après il acceptait un modeste siège de juge suppléant au tribunal de Laon.
Il faisait partie du conseil municipal, il fut même adjoint au maire.
En 1836, il entra au Conseil général de l'Aisne. En 1842, il se fit remarquer en luttant eu faveur de l’administration contre l’opposition dans l’ardente question du recensement, lutte dans laquelle son principal adversaire était M. Odilon Barrot, qui avait pris, dans un intérêt politique, le rôle de défenseur des libertés municipales.
Avocat général, il requit le 11 juin 1851 contre Charles Hugo, que son père Victor Hugo défend sans succès puisqu'à la suite de ce procès, son fils fut enfermé à la Conciergerie. Deux ans plus tard, dans Les Châtiments (VII, X, II), Hugo traite Suin de « rebut du ruisseau » et dit : « Suin, vous êtes un cuistre ».
Suin fut nommé, en 1852, conseiller d'État en service ordinaire.
En octobre 1863, M. Suin fut élevé à la dignité de sénateur.
Nommé en 1867, membre de la grande commission chargée de faire l’enquête agricole, il fut délégué pour les départements de l’Aisne, du Nord et du Pas-de-Calais. 
Il a obtenu la croix de chevalier comme avocat et conseiller général, celle d’officier comme magistrat de la Cour d'appel de Paris. Ses travaux au Conseil d'État lui ont valu le cordon de commandeur, et c’est comme sénateur et à la suite de l’affaire de l’isthme de Suez qu’il a été élevé au grade éminent de grand-officier.
La Révolution du 4 septembre 1870, qui renversa l'Empire au profit du gouvernement de la Défense nationale, lui enleva son titre de sénateur. Avant la Commune de Paris, il se réfugia avec sa famille à Laon, chez son neveu, M. Jules Pourrier, qui était alors vice-président du conseil de préfecture.
Il est inhumé à Laon.

## Écrits
- Discours prononcé par M. Suin, Conseiller d'Etat, Membre du Conseil général de l'Aisne, pour l'inauguration de la statue du maréchal Serurier, élevée sur la place publique de Laon, sa ville natale., imp. Ed. Fleury, Laon, 1863.

## Source
- « Victor Suin », dans Adolphe Robert et Gaston Cougny, Dictionnaire des parlementaires français, Edgar Bourloton, 1889-1891 [détail de l’édition]
- Nécrologie in Almanach Matot-Braine de la Marne, de l'Aisne et des Ardennes, 21e année, 1879, Reims, p185-86.